# Biłuchiwka
Biłuchiwka (ukr. Білухівка) – wieś na Ukrainie, w obwodzie połtawskim, w rejonie połtawskim. W 2001 liczyła 996 mieszkańców, wśród których 960 jako ojczysty język wskazało ukraiński, 20 rosyjski, 2 mołdawski, 1 bułgarski, 4 białoruski, a 6 inny.